# Marinus Krijger
Marinus Krijger (Stad Hardenberg, 8 december 1903 – Follega, 4 december 1957) was een Nederlands politicus van de CHU en later de PvdA.
Hij werd geboren als zoon van Jan Machiel Krijger (1874-1951) en Johanna Huberdina Hupscher (1877-1940). Zijn vader was burgemeester van Vriezenveen en Tweede Kamerlid. 
Zelf is hij afgestudeerd in de rechten aan de Rijksuniversiteit Leiden. Marinus Krijger was verder particulier secretaris en volontair bij de gemeentesecretarie van Tubbergen. Hij volgde in 1935 J.H. Slump op als burgemeester van Lemsterland nadat deze verongelukt was. Krijger zou die functie blijven vervullen tot hij eind 1957 bij een verkeersongeval op 53-jarige leeftijd overleed.
Hij was gehuwd en had geen kinderen.

## Rol tijdens de oorlog
Bij het uitbreken van de Tweede Wereldoorlog in 1940 koos Krijger ervoor niet officieel kant te kiezen van de NSB en de Duitse bezetter, maar wel aan te blijven als burgemeester en samen te werken. Als burgemeester vormde hij een schakel tussen het Duitse bezettingsbestuur en de burgers van Lemsterland.
In die rol als burgemeester heeft Krijger meegewerkt en, volgens overlevering tegen zijn eigen zin in, samengewerkt met de bezetter.
Hij heeft fouten gemaakt, maar wás niet fout werd er destijds geschreven.
Krijger gaf in 1941 een bevel uit voor de arrestatie van communistisch verzetstrijder Jacob de Rook, na arrestatie, gevangenschap in Scheveningen en deportatie is deze in Kamp Buchenwald overleden.
Krijger nam bij de mei-staking van 1943 het initiatief om de SD in te schakelen om de gemeentepolitie te assisteren om een einde te maken aan de staking. Als gevolg daarvan is minstens één inwoner van de gemeente Lemsterland doodgeschoten. 
In oktober 1943 werd hij persoonlijk verantwoordelijk gesteld door de SD vanwege het nalaten van controles op Joodse onderduikers in zijn gemeente. Tijdens een controle van de SD werden er in het het huis van de familie Frankema-Slump zes Joodse onderduikers gevonden. Krijger heeft de zaak daarop doorgegeven aan de politie met als gevolg dat de zes onderduikers werden gearresteerd. Alle zes hebben ze de oorlog niet overleefd.

## Na de oorlog
Krijger werd na de oorlog vervolgd wegens verraad, maar werd niet uit zijn burgemeestersfunctie gezet. Op 15 juli 1947 veroordeelde het tribunaal hem tot 6 maanden gevangenisstraf voorwaardelijk voor zijn rol in de arrestatie van de zes Joodse onderduikers bij de familie Frankema-Slump. Het werd hem kwalijk genomen, dat hij verzuimd heeft de betrokken slachtoffers te waarschuwen, terwijl hij volledig in de gelegenheid was geweest dit te doen, en met eigen mensen tot de arrestatie over ging.
In de arbeidsrechtelijke zuiveringsprocedure na de oorlog zijn de meeste van de ingebrachte beschuldigingen tegen Krijger ongegrond verklaard. Op basis van de adviezen in deze zuiveringsprocedure besloot de minister van Binnenlandse Zaken destijds dat Krijger kon aanblijven als burgemeester van Lemsterland. Hij bleef burgemeester tot aan zijn onverwachte dood op 4 december 1957 bij een verkeersongeluk. 
Op 1 januari 1958 werd het plein met de naam 'Markt' in Lemsterland vernoemd naar Krijger. Er zijn meerdere initiatieven op touw gezet om de naam van Krijger van het plein te verwijderen. De weerstand tegen de naam van het plein werd de afgelopen tijd groter. Uiteindelijk een petitie in 2020 om de naam te veranderen werd honderden keren ondertekend. De gemeente liet daarom het NIOD, het Nederlands Instituut voor Oorlogsdocumentatie, onderzoek doen naar het verleden van Krijger. De conclusie van het NIOD is dat Krijger in de oorlog niet van 'onbesproken gedrag' is geweest.
Op 9 december 2020 maakte de gemeente De Fryske Marren bekend daarom de naam van het plein terug te draaien naar de oorspronkelijke naam; 'Markt' vanwege het oorlogsverleden van Krijger en na onderzoek van het NIOD inzake zijn rol tijdens de oorlog.